# Votação cumulativa
Votação cumulativa, é um Sistema de votação, aonde o eleitor tem direito a mais de um voto, podendo direcionar mais de um ou todos os seus votos para o mesmo candidato; assim, este acumula votos de um mesmo eleitor. Se difere da Votação plurinominal, aonde o eleitor tem direito a mais de um voto, mas, só pode escolher candidatos diferentes. É exclusiva para eleições de vencedor-múltiplo.

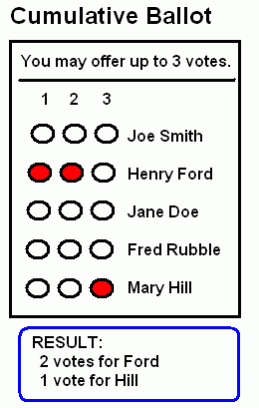
Nesse exemplo, o eleitor tem direito a três votos; ele deu 2 votos para um candidato, e 1 voto para outro; o candidato que recebeu 2 votos, terá dois votos contados, mesmo vindos do mesmo eleitor

## No Brasil
O voto cumulativo foi adotado no Brasil através da lei Nº 1269 de 1904, conhecida como Lei Rosa e Silva . Ela dava ao eleitor, o direito a uma quantidade de votos igual a quantidade de assentos de representantes do distrito, menos um. O eleitor podia escolher apenas usar um voto, e, nesse caso, o candidato que o recebeu, iria apenas ter um voto contado, e não mais que isso. .
Art. 58 - parágrafo 3º: Cada eleitor votará em três nomes nos Estados cuja representação constar apenas de quatro Deputados; em quatro nomes dos districtos de cinco; em cinco nos de seis; e em seis nos districtos de sete Deputados.
Art. 59: Na eleição geral da Camara, ou quando o número de vagas a preencher no districto fôr de cinco ou mais Deputados, o eleitor poderá accumular todos os seus votos ou parte delles em um só candidato, escrevendo o nome do mesmo candidato tantas vezes quantos forem os votos que lhe quiser dar.